# Hester Stanhope
Lady Hester Lucy Stanhope (12 de março de 1776 – 23 de junho de 1839) foi uma aristocrata britânica, aventureira, antiquária e uma das viajantes mais famosas de sua época. Encabeçou a primeira escavação arqueológica na terra santa.
Sua escavação arqueológica em Ashkelon em 1815 é considerada a primeira a usar princípios arqueológicos modernos, e seu uso de um documento italiano medieval é descrito como "uma das primeiras utilizações de fontes textuais por arqueólogos de campo".
As suas cartas e memórias tornaram-na famosa como exploradora.

## Biografia
Lady Hester Lucy Stanhope era a filha mais velha de Charles Stanhope, 3º conde Stanhope, e da sua primeira esposa, Lady Hester Pitt. Nasceu na casa do pai em Chevening, em Kent, e viveu lá até o início de 1800, altura em que foi enviada para morar com a avó, a condessa de Chatham, em Burton Pynsent. 
Em Agosto de 1803, foi morar com o tio, William Pitt, o Novo, onde assumiu a gestão da casa e o papel de anfitriã. Como primeiro ministro britânico, Pitt, que era solteiro, precisava de ajuda com a sua vida politica e social. Hester sentava-se na cabeceira da sua mesa e ajudava a receber os seus convidados; ela tornou-se conhecida pela sua beleza e capacidades de conversação. Quando Pitt não estava no seu escritório ela também actuava como sua secretária privada. Ela também foi responsável pela criação dos jardins no Castelo de Walmer enquanto o tio ocupou o cargo de Lorde Warden de Cinque Ports. A Grã-Bretanha concedeu-lhe uma pensão anual de 1200 libras, após a morte de Pitt em Janeiro de 1806. Após viver durante algum tempo em Londres, na  Montague Square, mudou-se para o País de Gales. Após a morte do irmão o em Fevereiro de 1810, saiu definitivamente de Inglaterra. Diz-se que uma decepção romântica levou-a fazer uma longa viagem marítima. 
A sua comitiva era composta pelo seu médico e mais tarde biógrafo Charles Lewis Meryon, a sua empregada Anne Frye Michael Bruce, e um aventureiro que se tornou seu amante. Diz-se que, quando chegaram a Atenas, o poeta Lord Byron mergulhou no mar para saudá-la. Byron mais tarde descreveu-a como "uma coisa perigosa, uma sagacidade feminina". De Atenas, o grupo de Stanhope viajou para Constantinopla (actual Istambul), capital do Império Otomano. Eles queriam ir para o Cairo, que emergira recentemente do caos provocado pelas invasões napoleónicas no Egipto e pelos conflitos internacionais que se seguiram.

## Viagem ao Oriente Próximo e Médio

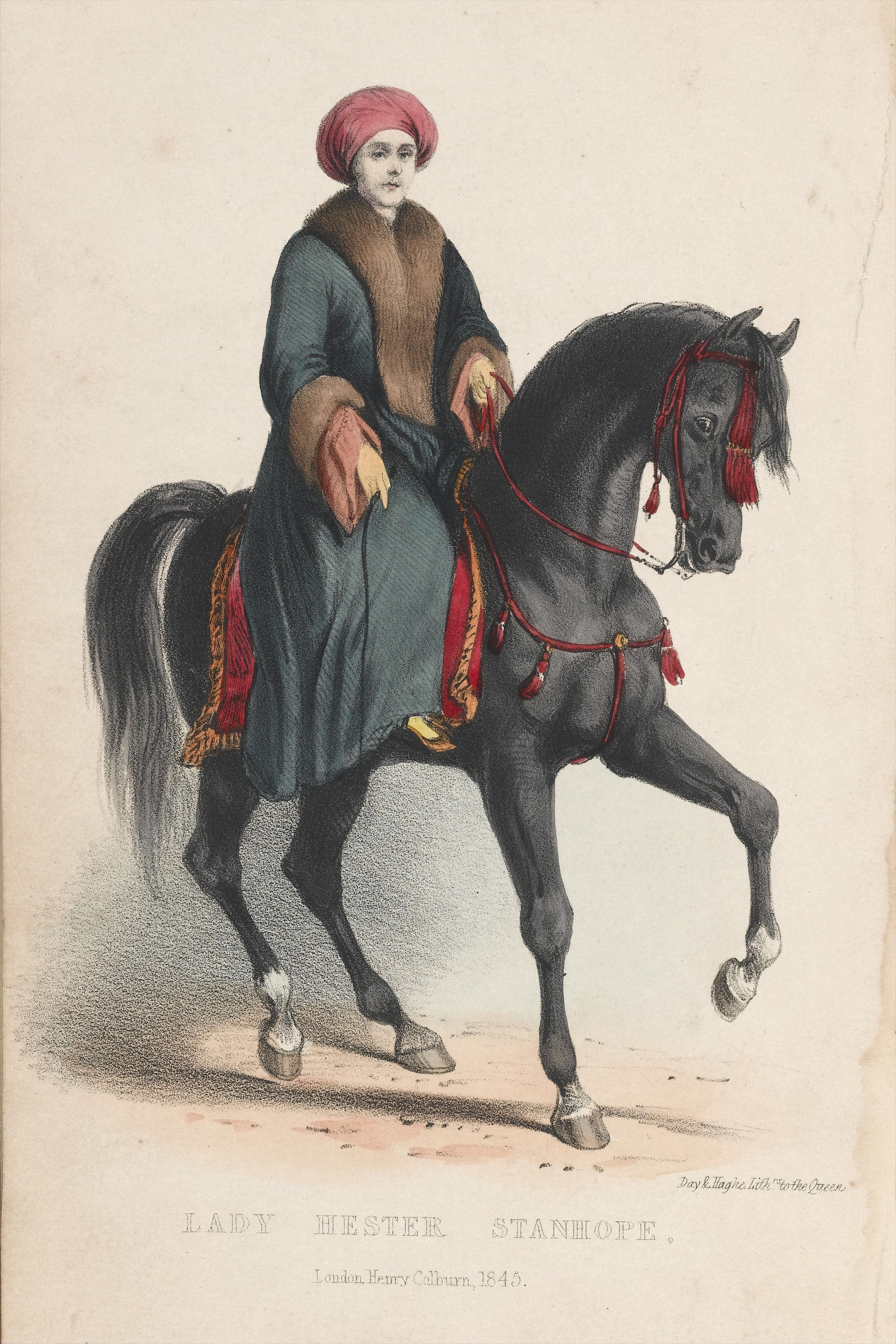
Lady Hester Stanhope a cavalo

A caminho do Cairo, o navio enfrentou uma tempestade e naufragou em Rodes. Ficaram sem nada o que levou o grupo a  pedir roupas turcas emprestadas. Stanhope recusou-se a usar véu, optando por se vestir como um homem turco, ou seja, com um robe, turbante e chinelos. Na fragata britânica que os levou até ao Cairo, ela continuou a usar roupas muito pouco ortodoxas para uma mulher inglesa: comprou um manto de veludo roxo, calças bordadas, colete, paletó, sela e sabre. Assim vestida, foi saudar o Pasha. Ela continuou suas viagens no Oriente Médio a partir do Cairo. Durante dois anos, ela visitou: Gibraltar, Malta, as Ilhas Jônicas, o Peloponeso, Atenas, Constantinopla, a ilha de Rodes, Egipto, Israel, Palestina, Líbano e a Síria. Ela recusou-se sempre a usar véu, nomeadamente em Damasco. A Igreja do Santo Sepulcro, em Jerusalém, esvaziada de visitantes, reabriu em sua homenagem.
Quando uma adivinha lhe disse que o seu destino era ser noiva de um novo messias, ela mostrou abertura para casar com Ibn Saud, futuro primeiro líder do primeiro estado saudita. Tornou-se na primeira mulher a visitar a cidade de Palmira. Apesar da estrada atravessar um deserto com beduínos potencialmente hostis, ela vestiu-se como um deles e conduziu a sua caravana de 22 camelos até lá. O Emir Mahannah el Fadel recebeu-a e ela tornou-se conhecida como a "rainha Hester".

## Expedição Arqueológica
De acordo com Charles Meryon, ela encontrou um manuscrito medieval italiano num mosteiro da Síria, segundo ele, um grande tesouro estaria escondido sob as ruínas de uma mesquita na cidade portuária de Ashkelon que estava em ruínas à 600 anos. Em 1815, ela viajou até às ruínas de Ashkelon no norte de Gaza, e convenceu as autoridades otomanas a darem-lhe autorização para escavar no local. O governador de Jaffa, Muhammad Abu Nabbut recebeu ordens para a acompanhar. Esta foi primeira escavação arqueológica na Palestina.
Apesar de ela não ter encontrado o tesouro de 3 milhões de moedas de ouro que diziam estar ali  enterrado, os escavadores desenterraram uma estátua de mármore sem cabeça com mais de 2 metros. Numa acção que pode parecer contradizer as suas escavações meticulosas, Hester ordenou que a estátua fosse desfeita e atirada ao mar. Foi um gesto de boa fé para com o governo otomano, para mostrar que a sua escavação tinha como objectivo recuperar tesouros valiosos para eles e não para saquear relíquias culturais e enviá-las para a Europa, como muitos dos seus conterrâneos faziam na altura. A sua expedição pavimentou o futuro das escavações e do turismo no local.

## Vida entre os árabes

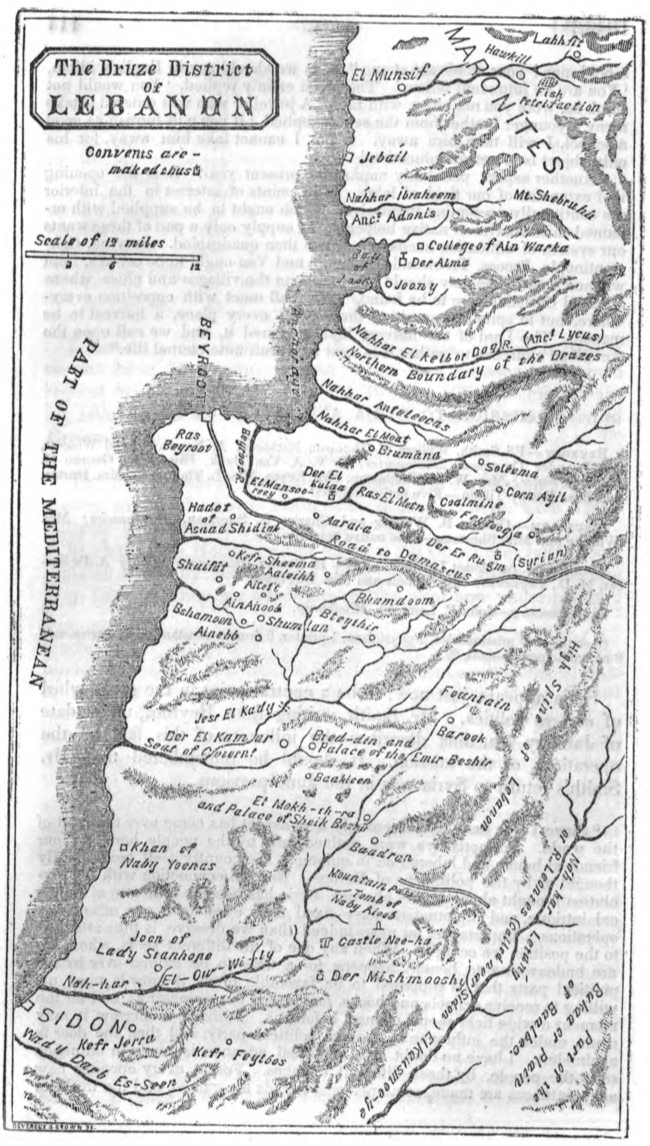
1844 mapa do Druze Lebanon, que mostra a casa da Lady Hester no canto inferior esquerdo

Lady Hester assentou em Sidon, uma cidade na costa mediterrânica, naquele que é agora o Líbano, a meio caminho entre Beirute e Tiro. Primeiro morou no antigo mosteiro Mar Elias, na aldeia de Abra, e no mosteiro Deir Mashmousheh, no sudoeste da Casa of Jezzine. A senhora Williams e o seu médico Charles Meryon, ficaram com ela durante algum tempo. Mas Williams morreu em 1828 e Meryon partiu em 1831, regressando para a visitar em 1837, ficando com ela até 1838.  Quando Meryon partiu para Inglaterra, Lady Hester mudou-se para um remoto mosteiro abandonado em Djouni, uma aldeia a 8 milhas de Sidon, onde viveu até à sua morte. A sua casa, ficava no topo de uma colina e era conhecida como Dahr El Sitt, pela população.
No inicio ela foi saudada pelo emir Bashir Shihab II, mas com o passar dos anos ela deu abrigo a centenas de refugiados de disputas inter-clãs e inter-religiosas e conquistou sua inimizade. A partir da sua residência, ela tornou-se na governante de facto da região. O controlo dela sobre a população local era tão forte que Ibrahim Pasha, quando se preparava para invadir a Síria em 1832, pediu que se mantivesse neutra. Ela trocava correspondência com pessoas importantes e recebeu vários visitantes que se desviavam do seu caminho para a visitar.
A  partir de meados de 1830 ela isolou-se cada vez mais do mundo e os seu criados começaram a roubar as suas coisas, porque ela era cada vez mais incapaz de gerir a sua casa devido à sua crescente reclusão. Foi sugerido que ela podia estar fortemente deprimida ou que ficara senil prematuramente. Qualquer que tenha sido a situação, nos seus últimos anos de vida ela não recebeu antes de anoitecer e mesmo nessa altura ela apenas permitia que vissem a suas mãos e cara. Ela utilizava um turbante sobre a sua cabeça rapada.
Ela morreu no seu sono em 1839 em Djoun.

## Memórias

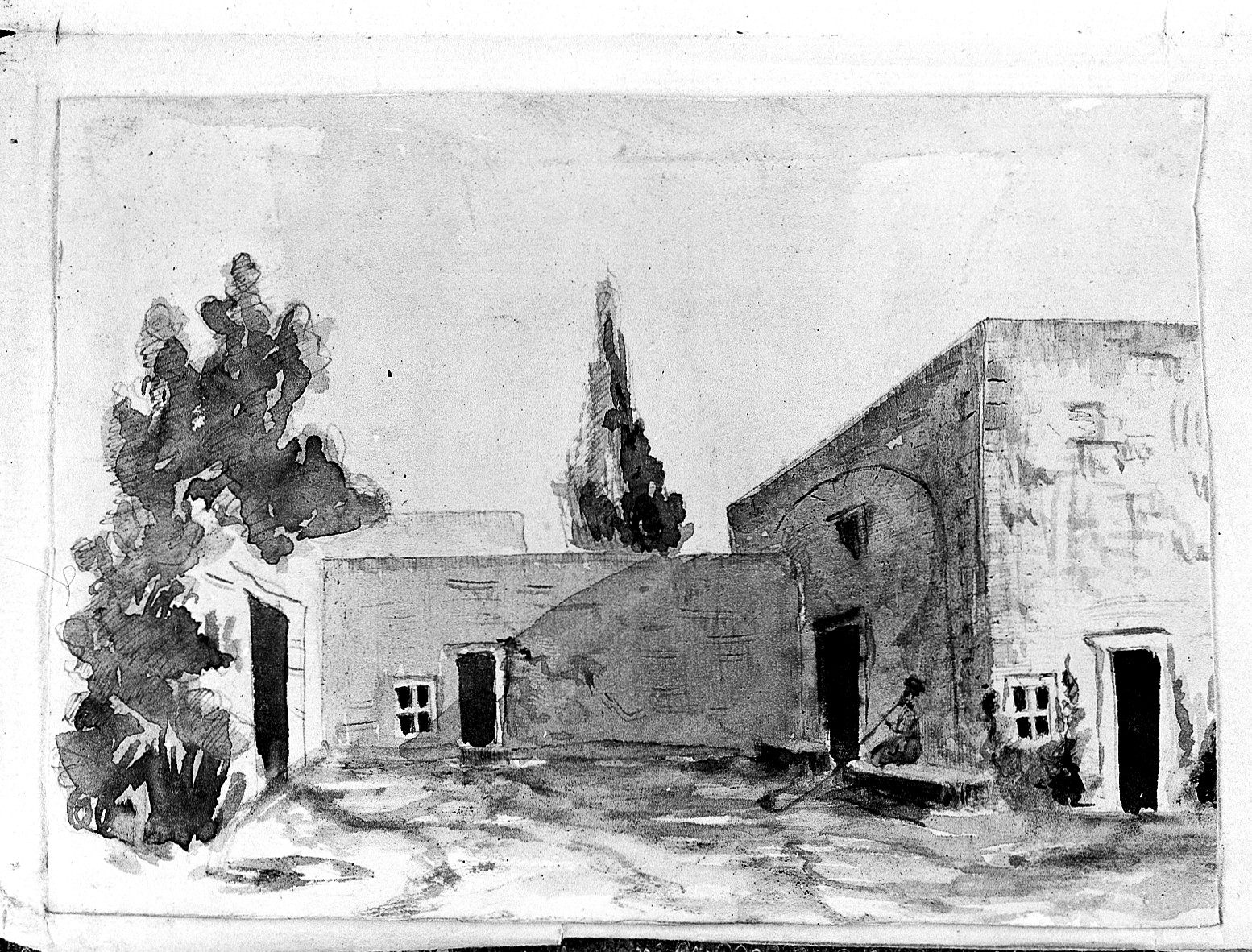
Charles Lewis Meryon, "Travels of Lady Hester Stanhope"

Em 1846, alguns anos após a sua morte, o Dr Meryon publicou as suas memórias em três volumes com o título:  Memórias da Lady Hester Stanhope tal como foram contadas por ela em conversa com o seu médico.
No ano seguinte, publicou três volumes sobre as suas viagens, completando as memórias por ela contadas ao seu médico.

## Nos meios de comunicação
- 1838: o poema de  Letitia Landon "Djouni: the Residence of Lady Hester Stanhope", foi publicado no Fisher's Drawing Room Scrap Book, 1838, com uma ilustração.
- 1844: No Eothen de Alexander Kinglake, o capítulo VIII é dedicado a Lady Hester Stanhope[20][21]
- 1876: a novela de George Eliot, a personagem Daniel Deronda menciona a Lady Hester Stanhope, no livro número 1, capítulo 7, referindo-se a ela como a "Rainha do Este".[22]
- 1876: a novela de Louisa May Alcott, Rose in Bloom menciona a Lady Hester Stanhope, no capítulo 2[23]
- 1882: William Henry Davenport Adams,dedica um capítulo do seu livro Celebrated Women Travellers Of The Nineteenth Century à Lady Hester Stanhope.[24][25]
- 1922: As suas viagens são lembradas por Molly Bloom no livro Ulysses de James Joyce[26]
- 1958: Lady Hester Stanhope é referida pela autora inglesa Georgette Heyer, no capítulo 4, do seu romance histórico sobre o período da regência, intitulado Venetia.
- 1961: no livro Herzog de Saul Bellow, Herzog compara o estilo de escrita da mulher com o da Lady Hester Stanhope[27]
- 1967: Lady Hester Stanhope foi a inspiração para a personagem da tia-avó Harriet na novela de Mary Stewart, The Gabriel Hounds[28]
- 1986: no filme televisivo Harém, a personagem da Lady Ashley era vagamente baseada na Lady Hester Stanhope[29]
- 1995: Queen of the East, um filme televisivo sobre  Stanhope, teve como estrela Jennifer Saunders ISBN 0-7733-2303-1
- 2014: a novela de bd de Brett Josef Grubisic, This Location of Unknown Possibilities, descreve uma tentativa canadiana de produzir uma série de televisão sobre as viagens dela.